# Hamletbarsche
Die Hamletbarsche (Hypoplectrus) sind eine Gattung der Sägebarsche (Serranidae). Die maximal 15 Zentimeter lang werdenden Fische leben versteckt in Korallenriffen in der Karibik, an der Südküste Floridas und bei den Bahamas. Sie ernähren sich von kleinen Fischen und wirbellosen Tieren.

## Artbildung
Bei den Hamletbarschen ist der Artbildungsprozess noch in vollem Gange. Die verschiedenen Arten wurde lange Zeit als unterschiedliche Farbvarianten einer Art gesehen, die gerade dabei sind, sich zu getrennten Arten zu entwickeln. Die Verbreitungsgebiete der verschiedenen Arten überschneiden sich, aber einige fehlen in einem Teil des Lebensraums. Der Goldene und der Indigo-Hamletbarsch leben in Tiefen von 10 bis 40 Metern, während die anderen Varianten flacheres Wasser bis 15 Meter bevorzugen. Bei der Fortpflanzung werden Partner der gleichen Farbe bevorzugt. 5 % der Fische laichen aber mit andersfarbigen Tieren ab, ein Zeichen, dass die Artbildung noch nicht abgeschlossen ist. Einige Farbvarianten ahmen aggressive Riffbarsche nach (Mimikry).

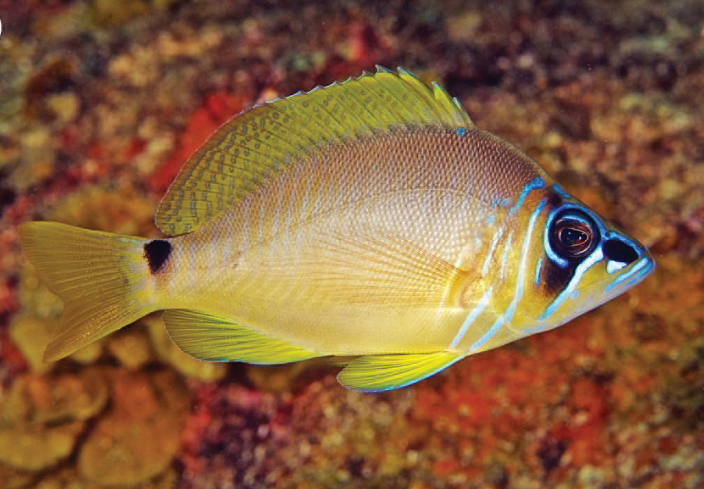
Hypoplectrus castroaguirrei

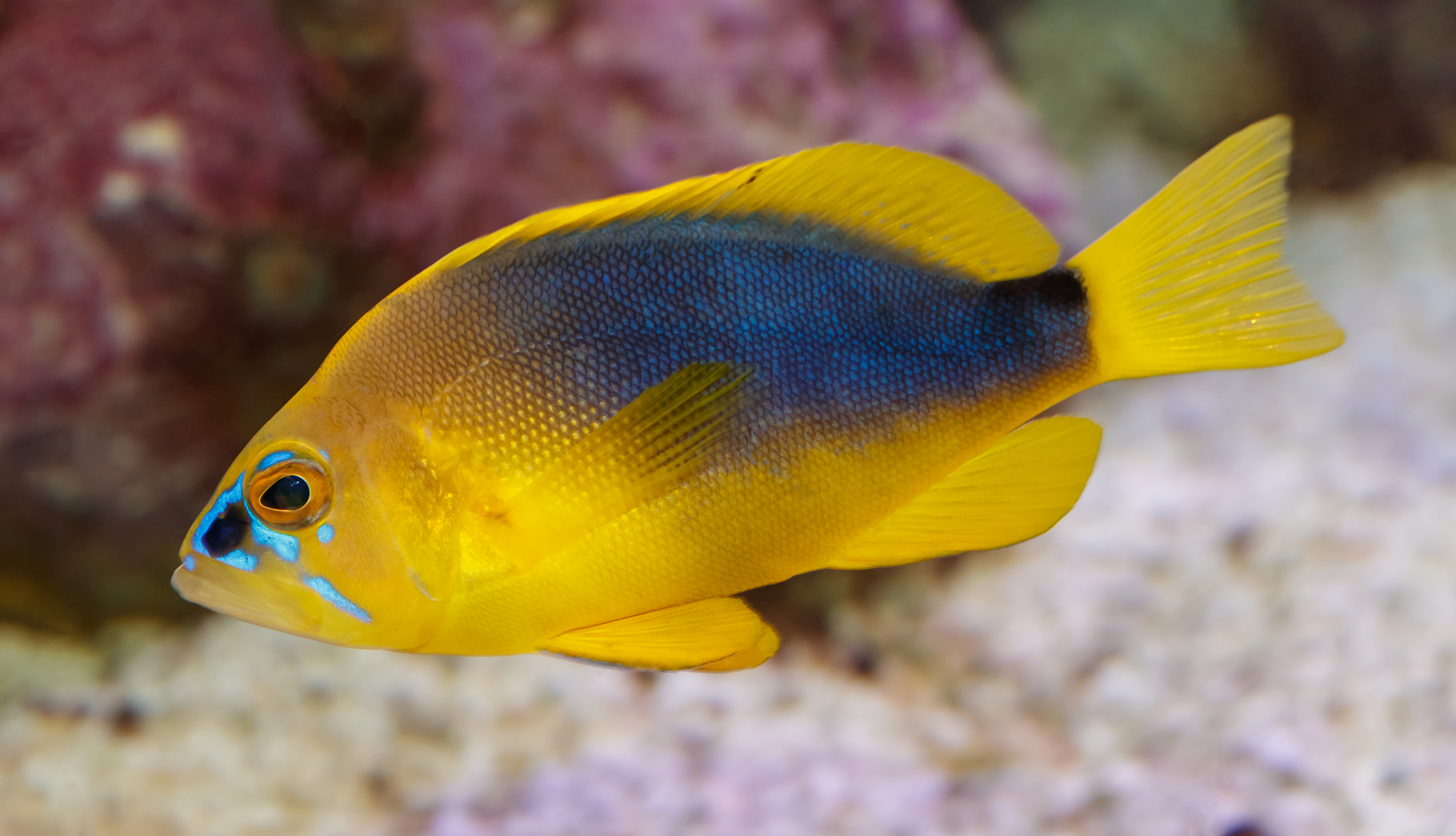
Hypoplectrus guttavarius

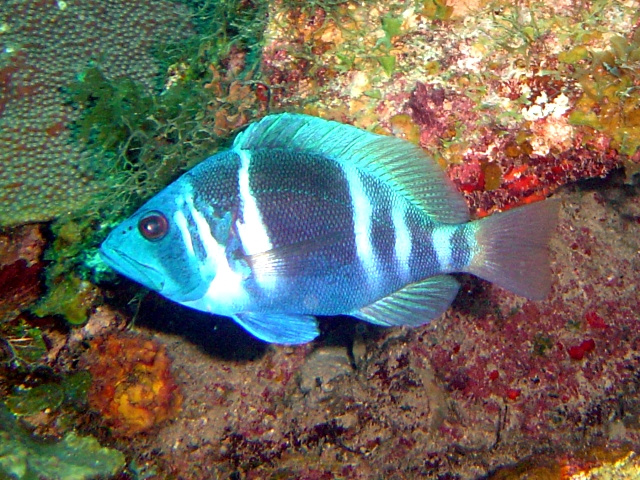
Hypoplectrus indigo

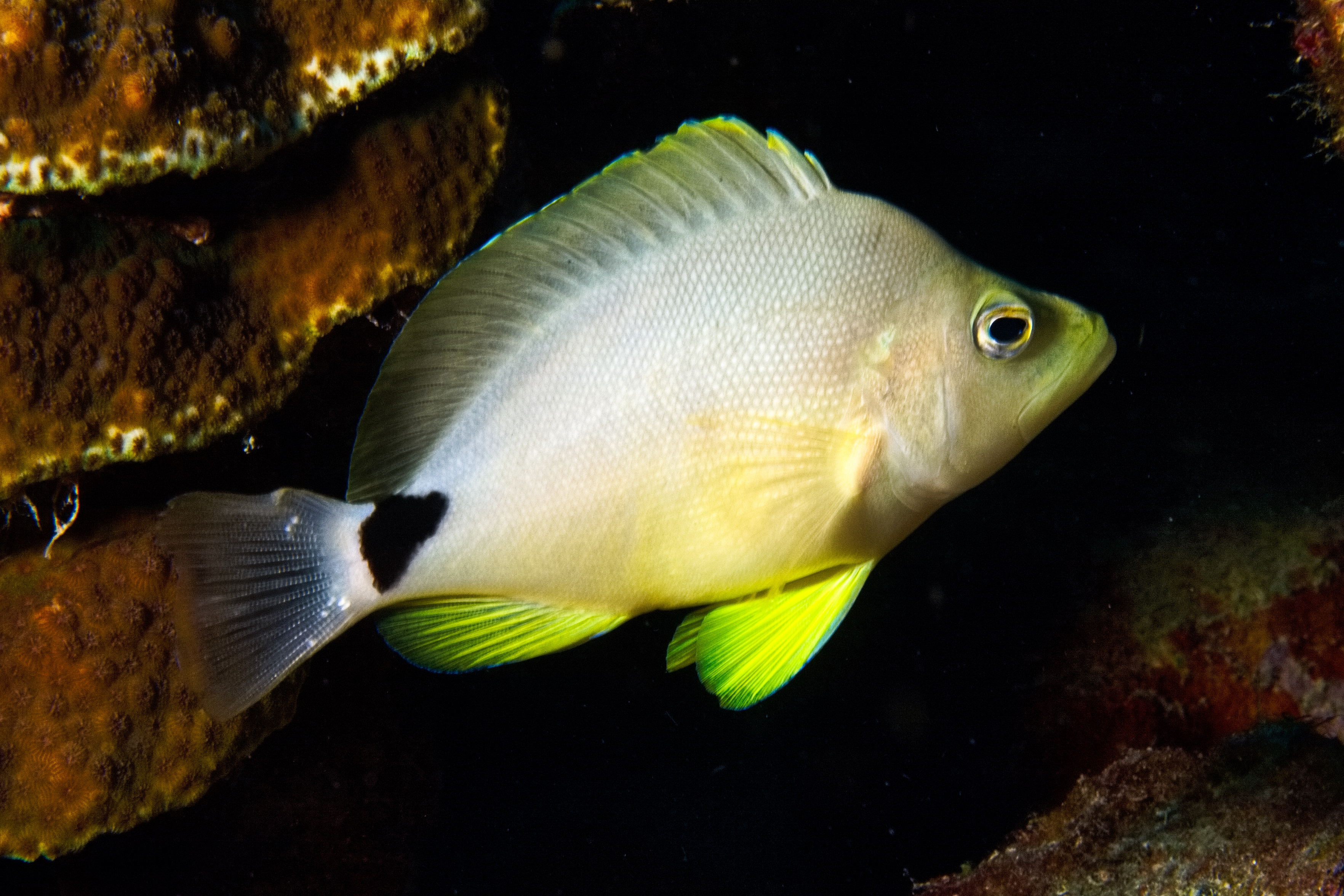
Hypoplectrus unicolor

## Fortpflanzung
Hamletbarsche sind Zwitter und bei der Paarung mit demselben Partner nehmen die Fische oft nacheinander beide Geschlechterrollen ein, das heißt beim ersten Laichvorgang  nimmt ein Partner die männliche Rolle ein und der andere fungiert als Weibchen, beim zweiten Laichvorgang werden die Rollen getauscht. Da für die Produktion von Eizellen mehr Energie gebraucht wird als für die Produktion von Spermien, ist die männliche Rolle attraktiver und es kommt zu Betrügereien, indem ein Fisch, der bei der ersten Paarung die männliche Rolle hatte, nach der Paarung davonschwimmt, ohne bei einer zweiten Paarung die Rolle des Weibchens zu übernehmen. Bei der Paarung krümmt sich der den männlichen Part übernehmende Fisch um das "Weibchen".

## Arten
Bis heute wurden 20 morphologisch sehr ähnliche, sich farblich aber unterscheidende Arten beschrieben:
- Gelbbauch-Hamletbarsch (Hypoplectrus aberrans Poey, 1868)
- Hypoplectrus affinis (Poey, 1861)
- Hypoplectrus atlahua Tavera & Acero P., 2013
- Hypoplectrus castroaguirrei Del Moral Flores, Tello-Musi & Martínez-Pérez, 2012
- Gelbschwanz-Hamletbarsch (Hypoplectrus chlorurus (Cuvier in Cuvier & Valenciennes, 1828))
- Hypoplectrus ecosur Victor, 2012
- Hypoplectrus espinosai Puebla, Aguilar-Perera, Robertson & Domínguez-Domínguez, 2025
- Hypoplectrus floridae Victor, 2012
- Blauer Hamletbarsch (Hypoplectrus gemma Goode & Bean, 1882)
- Goldener Hamletbarsch (Hypoplectrus gummigutta (Poey, 1851))
- Hypoplectrus guttavarius (Poey, 1852)
- Indigo-Hamletbarsch (Hypoplectrus indigo (Poey, 1851))
- Hypoplectrus liberte Victor & Marks, 2018
- Hypoplectrus maculiferus Poey, 1871
- Hypoplectrus maya Lobel, 2011
- Schwarzer Hamletbarsch (Hypoplectrus nigricans (Poey, 1852))
- Hypoplectrus providencianus Acero P. & Garzón-Ferreira, 1994
- Braunband-Hamletbarsch (Hypoplectrus puella (Cuvier in Cuvier & Valenciennes, 1828))
- Randalls Hamlettbarsch (Hypoplectrus randallorum Lobel, 2011)
- Butter-Hamletbarsch (Hypoplectrus unicolor (Walbaum, 1792))